# Hubertussleutel
Een Hubertussleutel is een voorwerp dat gebruikt werd bij een ritueel dat behoort bij de devotie tot de Heilige Hubertus.
Het betreft een sleutelvormig voorwerp dat eigenlijk een soort brandijzer is, en dat werd ingezet als middel tegen hondsdolheid. Dit soort sleutels werd aan de parochies verstrekt door de Abdij van Sint-Hubertus, voorzien van een onderwijzing (handleiding) in zowel de Franse als de Nederlandse taal.
Het ritueel bestond eruit dat de sleutel, die door zonderlinge gebeden was gewijd en de stola van de heilige had aangeraakt, nu tegen een Sint-Hubertusbeeld werd gestreken, vervolgens min of meer gloeiend was gemaakt en bij een gebeten dier op de wond of tegen de kop gedrukt moest worden. Daarna moest de hond gedurende negen dagen in quarantaine blijven. Het dier moest, elke dag dat het in quarantaine was, ook een stuk Hubertusbrood of wat aan Hubertus gewijde haver eten, alvorens het ander voer kreeg toegediend. Ook moesten gedurende die tijd, ter ere van God, zijne glorierijke moeder en van den H. Hubertus ook dagelijks een onzevader en een Weesgegroet worden gebeden. Voor de twijfelaars werd gemeld dat de wonderbare kracht van deze sleutels genoegzaam is bewezen. Aldus zou het gebeten dier geen hondsdolheid krijgen.
Een dergelijk ritueel werd uitgevoerd in een aantal parochies die een bijzondere devotie voor Sint-Hubertus kennen.
Ook nadat in 1885 door Louis Pasteur een meer rationele en doeltreffende wijze werd gedemonstreerd om hondsdolheid te genezen bleef dit ritueel op sommige plaatsen nog decennialang standhouden.